# Pieve dei Santi Bartolomeo e Andrea
La pieve dei Santi Bartolomeo e Andrea, o chiesa di San Bartolomeo e Andrea, si trova a Monte di Pescia, località di Pescia, in provincia di Pistoia e diocesi di Pescia.

## Descrizione e stile
Di origine romanica, ad una sola navata, conserva numerose opere d'arte: un'acquasantiera in marmo bianco (fine XVI secolo) la cui tazza è decorata da baccellature; il fusto presenta nella parte centrale un nodo con teste di cherubini che si alternano ad un panneggio, mentre la base, che termina in zampe di leone, reca scolpiti lo stemma mediceo, il coltello e la palma del martirio, riferimento a San Bartolomeo a cui è intitolata la chiesa; una cinquecentesca scultura di San Bartolomeo in terracotta dipinta e invetriata, attribuibile alla scuola dei della Robbia; una scultura raffigurante San Rocco (seconda metà XVI secolo); un Crocifisso misturato (fine XV secolo).
Nella cappella dell'Opera, sepolcro del musicista Giovanni Pacini (1796-1867).